# ارنست کامپ
ارنست ج. کامپ (به انگلیسی: Ernest J. Kump) زاده ۲۹ دسامبر ۱۹۱۱ – درگذشته ۴ نوامبر ۱۹۹۹) معمار آمریکایی قرن بیستم بود.
کامپ در دانشگاه برکلی تحصیل کرد.
مهمترین اثر کامپ پردیس ۴۰ ساختمانی کالج فوتهیل در لوس آلتوس هیلز در کالیفرنیا بود.
او برنده جایزه مؤسسه معماران آمریکا در سال ۱۹۷۰ بود.